# Рива-Лигуре
Рива-Лигуре (итал. Riva Ligure) — коммуна в Италии, располагается в регионе Лигурия, в провинции Империя.
Население составляет 2873 человека (2008 г.), плотность населения составляет 1343 чел./км². Занимает площадь 2 км². Почтовый индекс — 18015. Телефонный код — 0184.
Покровителем коммуны почитается святой Маврикий, празднование 22 сентября.

## Демография
Динамика населения:

## Администрация коммуны
- Официальный сайт: http://www.comunedirivaligure.it/